# Konrad von Preysing
Johann Konrad Maria Augustin Felix Graaf von Preysing-Lichtenegg-Moos (Slot Kronwinkel, tussen Landshut en Moosburg, 30 augustus 1880 - Berlijn, 21 december 1950) was een Duits geestelijke en kardinaal van de Rooms-Katholieke Kerk.
Von Preysing was het vierde van de elf kinderen van Kasper Graaf von Preysing en Hedwig Gravin von Walterskirchen. Hij bezocht het gymnasium van Landshut en studeerde aan de Universiteit van München, de Universiteit van Würzburg en de Universiteit van Innsbruck. Nadat hij aan de Münchener universiteit was afgestudeerd, werkte hij korte tijd als jurist alvorens in 1908 zijn roeping tot het geestelijke ambt te volgen. Hij werd op 26 juli 1912 priester gewijd. Zonder nog in de zielzorg te hebben gewerkt, benoemde de aartsbisschop van München en Freising, Franziskus von Bettinger hem tot zijn secretaris. Na Von Bettingers plotselinge dood in 1917 werd Preysing aanvankelijk pastoor van de parochie van St. Paul in München, alvorens in 1921 door Von Bettingers opvolger Michael von Faulhaber benoemd te worden tot Dompredikant van de Münchener Frauenkirche. In deze dagen leerde hij de apostolisch nuntius Eugenio Pacelli, de latere paus Pius XII, zeer goed kennen.
In 1932 benoemde paus Pius XI Von Preysing tot bisschop van Eichstätt. In 1935 werd hij overgeplaatst naar Berlijn. Uit protest tegen de voorzitter van de Duitse bisschoppenconferentie Adolf Bertram, die in april 1940, zonder daartoe door de conferentie geautoriseerd te zijn, een gelukstelegram aan de jarige Hitler had gestuurd, waarin hij heißen Gebeten aan de hochgebietenden Führer zond, bood Von Preysing zijn ontslag als bisschop aan aan paus Pius XII. Deze aanvaardde het ontslag niet en vroeg Von Preysing op zijn post te blijven. Hij zette zich overigens actief in voor de vervolgden van het nazi-regime. Hij richtte daartoe het zogenaamde Hilfswerk beim Bischöflichen Ordinariat Berlin op, dat de verdrukten terzijde stond met hulp bij emigratie, het verstrekken van medische- en voedselhulp.
Tijdens het consistorie van 18 februari 1946 werd hij - tegelijk met zijn neef Clemens August von Galen - kardinaal gecreëerd. De Sant'Agata dei Goti werd zijn titelkerk.
Kardinaal Von Preysing overleed aan de gevolgen van een hartaanval. Hij werd aanvankelijk begraven op de begraafplaats van St. Hedwig in Berlijn. Na de gereedkoming van de herbouw van de Sint-Hedwigskathedraal, werd zijn lichaam bijgezet in de crypte aldaar.

## Een aantal van zijn publicaties
- Der Leserkreis der Philosophumena Hippolyts, in: Zeitschrift für katholische Theologie 38 (1914), S. 421–445.
- Kardinal Bettinger. Nach persönlichen Erinnerungen, Regensburg 1918.
- Gesellschaftssitten und Sittengesetz, München 1927.
- Thomas Morus zum Gedächtnis, in: Hochland 32/I (1934/35), S. 1–11. (erster Beitrag eines Bischofs in dieser bedeutenden katholischen Kulturzeitschrift)
- Des Heiligen Hippolytus von Rom Widerlegung aller Häresien, München 1922.
- Hirtenbriefe und amtliche Verlautbarungen aus der Eichstätter Bischofszeit sind zu finden im Pastoralblatt des Bistums Eichstätt 1932–1935.
- Hirtenbriefe, Kanzelverkündigungen und Eingaben aus der Berliner Bischofszeit während der NS-Herrschaft in: Dokumente aus dem Kampf der katholischen Kirche im Bistum Berlin gegen den Nationalsozialismus. Hrsg. vom Bischöflichen Ordinariat Berlin, Berlin 1948.
- Hirtenbriefe der Nachkriegszeit in: Hirtenwort in ernster Zeit. Kundgebungen des Bischofs von Berlin Konrad Kardinal Preysing in den Jahren 1945 bis 1947, Berlin 1947.

- Gemeinsame Normdatei: 118596497
- International Standard Name Identifier: 0000 0001 2137 7163
- Library of Congress Control Number: n97089239
- Nationale Bibliotheek van Israël: 987007266873105171
- Nationale Bibliotheek van Polen: a0000003707181
- Nederlandse Thesaurus van Auteursnamen: 070975248
- SNAC: w6pr978h
- Système universitaire de documentation: 081812647
- Virtual International Authority File: 67258062
- WorldCat: E39PBJxRDpwdvVR3k7RKVT4yVC